# Sri Lanka nos Jogos Olímpicos de Verão de 2008
O Sri Lanka participou dos Jogos Olímpicos de Verão de 2008, em Pequim, na China. O país estreou nos Jogos em 1948 e esta foi sua 15ª participação.

## Desempenho

### Atletismo
| Atleta                | Prova                        | Elims. | Elims. | 1/4 de final | 1/4 de final | Semifinal | Semifinal | Final       | Final       |
| Atleta                | Prova                        | Tempo  | Pos.   | Tempo        | Pos.         | Tempo     | Pos.      | Tempo       | Pos.        |
| --------------------- | ---------------------------- | ------ | ------ | ------------ | ------------ | --------- | --------- | ----------- | ----------- |
| Susanthika Jayasinghe | 200 m feminino               | 23s04  | 11º    | 22s94        | 12º          | 22s98     | 14º       | Não avançou | Não avançou |
| Nadeeka Lakmali       | Lançamento de dardo feminino | 54s28  | 23º    |              |              |           |           | Não avançou | Não avançou |

### Badminton
| Atleta             | Prova            | 1/32 de final             | 1/16 de final          | 1/8 de final           | 1/4 de final           | Semifinais             | Final                  | Final       |
| Atleta             | Prova            | Adversário e resultado    | Adversário e resultado | Adversário e resultado | Adversário e resultado | Adversário e resultado | Adversário e resultado | Pos.        |
| ------------------ | ---------------- | ------------------------- | ---------------------- | ---------------------- | ---------------------- | ---------------------- | ---------------------- | ----------- |
| Thilini Jayasinghe | Simples feminino | VIE N. Ngoc D 13-21 16-21 | Não avançou            | Não avançou            | Não avançou            | Não avançou            | Não avançou            | Não avançou |

### Boxe
| Anurudha Rathnayake | Mosca | BRA R. Vieira D 3-13 | Não avançou | Não avançou | Não avançou | Não avançou | Não avançou | Não avançou |

### Halterofilismo
| Atleta             | Prova  | Arranque | Arranque | Arremesso | Arremesso | Total | Pos. |
| Atleta             | Prova  | Res.     | Pos.     | Res.      | Pos.      | Total | Pos. |
| ------------------ | ------ | -------- | -------- | --------- | --------- | ----- | ---- |
| Chinthana Vidanage | -69 kg | 128      | 25       | 165       | 16        | 293   | 16   |

### Natação
| Daniel Lee    | 50 m livre masculino | 24s92   | 66º | Não avançou | Não avançou | Não avançou | Não avançou | Não avançou | Não avançou |
| Mayumi Raheem | 100 m peito feminino | 1m15s33 | 44º | Não avançou | Não avançou | Não avançou | Não avançou |             |             |

### Tiro
| Edirisinghe Senanayake | Pistola de ar 10 m masculino | 561 | 48 | Não avançou | Não avançou | Não avançou | Não avançou | Não avançou | Não avançou |
| Edirisinghe Senanayake | Pistola livre 50 m masculino | 545 | 36 | Não avançou | Não avançou | Não avançou | Não avançou | Não avançou | Não avançou |